# Organização Genoma Humano
A Organização Genoma Humano (Human Genome Organization ou HUGO) é uma organização envolvida no Projeto Genoma Humano, projeto este sobre o mapeamento do genoma humano. A HUGO foi fundada em 1989 como uma organização internacional no sentido de proporcionar a colaboração científica entre os cientistas de diversos países. O Comitê de Nomenclatura Gênica HUGO, algumas vezes referido apenas como HUGO, é um dos comitês mais ativos da instituição e que tem como objetivo relacionar e classificar todos os genes humanos. 